# Бен Барка, Сухейль
Сухейль бен Барка (араб. سهيل بنبركة‎; род. 25 декабря 1942, Томбукту, Французский Судан, ныне Мали) — марокканский кинорежиссёр, сценарист, продюсер и монтажёр.

## Биография
Окончил Экспериментальный киноцентр в Риме. В кино пришёл в 1969 году. Снимал документальные и короткометражные фильмы. С 1973 года в большом кино.
Член жюри XXI Московского международного кинофестиваля.

## Избранная фильмография

### Режиссёр
- 1973 — Тысяча и одна рука
- 1975 — Война за нефть не будет иметь место
- 1977 — Кровавая свадьба (по Гарсии Лорке)
- 1982 — Амок
- 1990 — Битва трех королей
- 1996 — Тень Фараона
- 2002 — Любовники Могадора

## Награды
- 1975 — номинация на Золотой приз IX Московского международного кинофестиваля («Война за нефть не будет иметь место»)
- 1983 — Главный приз XIII Московского международного кинофестиваля («Амок»)